# الملكة التي توجت
الملكة التي توجت ((الكورية: 원경)) هو مسلسل تلفزيوني كوري جنوبي، من بطولة تشا جو يونغ، لي هيون-ووك، لي سونغ-مين. عرض على قناة تي في إن ومنصة تيفينج في 6 يناير 2025، تم بثه كل يومي الاثنين والثلاثاء 20:50 (KST).

## القصة
يصور المسلسل رحلة الحياة الملتهبه للملكة وونغ يونغ، التي حلمت بعالم جديد في أوائل عهد مملكة جوسون وجعلت زوجها لي بانغ وون الملك الثالث، والذي شاركت معه في تأسيس سلطتة الملكية.

## طاقم
- تشا جو يونغ في دور الملكة وونغ يونغ[6]

ولدت كابنة لمين جي من عشيرة يوهيونغ مين، إحدى العائلات الخمس عشرة الكبرى في عائلة رئيس وزراء كوريو.
- لي هيون-ووك في دور لي بانغ وون[6]

زوج وونغ يونغ والملك الثالث لجوسون.
- لي سي آ في دور يونغ سيل[7]

محظية حامل بطفل الملك.
- لي يي-دام في دور تشاي-ريونغ[8]

صديقة وونغ يونغ وهي محضية الملك.
- لي سونغ مين في دور لي سيونغ-جيي[9]

والد لي بانج وون، ومؤسس مملكة جوسون.

## المشاهدات
| الموسم | الموسم | رقم الحلقة | رقم الحلقة | رقم الحلقة | رقم الحلقة | رقم الحلقة | رقم الحلقة | رقم الحلقة | رقم الحلقة | رقم الحلقة | رقم الحلقة | رقم الحلقة | رقم الحلقة | المتوسط |
| الموسم | الموسم | 1          | 2          | 3          | 4          | 5          | 6          | 7          | 8          | 9          | 10         | 11         | 12         | المتوسط |
| ------ | ------ | ---------- | ---------- | ---------- | ---------- | ---------- | ---------- | ---------- | ---------- | ---------- | ---------- | ---------- | ---------- | ------- |
|        | 1      | 1130       | 1262       | 1117       | 1324       | 1092       | 1173       | 968        | 803        | 111.2      | 1279       | 1240       | 1467       | 1164    |

| Ep.   | تاريخ البث     | تقييمات "نيلسن كوريا" | تقييمات "نيلسن كوريا" |
| Ep.   | تاريخ البث     | على الصعيد الوطني     | سيئول                 |
| ----- | -------------- | --------------------- | --------------------- |
| 1     | 6 يناير 2025   | 4.873%                | 5.131%                |
| 2     | 7 يناير 2025   | 5.490%                | 5.329%                |
| 3     | 13 يناير 2025  | 4.648%                | 4.919%                |
| 4     | 14 يناير 2025  | 5.599%                | 5.327%                |
| 5     | 20 يناير 2025  | 5.0%                  | 5.0%                  |
| 6     | 21 يناير 2025  | 5.2%                  | 5.0%                  |
| 7     | 27 يناير 2025  | 4.070%                | 4.077%                |
| 8     | 28 يناير 2025  | 3.568%                | 3.530%                |
| 9     | 3 فبراير 2025  | 4.883%                | 5.057%                |
| 10    | 4 فبراير 2025  | 5.634%                | 5.164%                |
| 11    | 10 فبراير 2025 | 5.817%                | 5.402%                |
| 12    | 11 فبراير 2025 | 6.625%                | 6.416%                |
| متوسط | متوسط          | 5.143%                | 5.004%                |

## الإنتاج

### ينتج
المسلسل من اخراج كيم سانغ هو، الذي عمل على زواج خيالي (2006)، آرانج والقاضي (2012)، نادي المنتقمون الاجتماعي (2017)، لعبة المال (2020)، ومن كتابة لي يونغ مي، التي كتبت لعبة المال.

### تصوير
انتهى تصوير المسلسل في يونيو 2024.

## الإصدار
في الأصل، كان من المقرر أن يعرض في النصف الثاني من عام 2024، ولكن تم تأجيله. في 7 أكتوبر 2024، اكد أنه سيعرض على تيفينج ، تي في ان بتزامن في يناير 2025 وسيبث كل يومي الاثنين والثلاثاء.

## روابط خارجية
- الموقع الرسمي
 (بالكورية)
- الملكة التي توجت على هانسينما